# Lilith (Marvel Comics)
Pour les articles homonymes, voir Lilith (homonymie).
Lilith est le nom de deux personnages appartenant à l'univers de Marvel Comics. 
La plus récente a été créée en 1992 et est apparue pour la première fois dans Ghost Rider vol.3 #28. La plus vieille a été créée par Marv Wolfman & Gene Colan dans Giant-Size Chillers #1 en juin 1974.

## Lilith, alias Kiskillilla, la mère de tous les démons
Lilith est une ancienne déesse démoniaque, experte en sorcellerie. Surnommée Kiskillilla par les Sumériens, elle est la mère d'une race de démons, les Lilin, et a dans le passé fait partie des dieux de la Mésopotamie, les Anunnaki.
Immortelle, elle est apparue avant la chute d'Atlantis. On pense même qu'elle y a vécu. À travers les siècles, cette succube a engendré une grande descendance (Creed, Pilgrim, Fang, Doc, Meatmarket, Skinner, Nakota et Blackout...).
Piégée par des mages Atlantes, elle influença le monde à travers la magie, puis fut libérée de sa prison mystique par deux explorateurs.
Elle retrouva la trace de ses enfants et les lança contre Ghost Rider et Johnny Blaze. Sa nature mystique démoniaque ajouta vite à sa liste d'ennemis le Docteur Strange, Morbius le vampire, et les Fils de Minuit entre autres.
De son côté, elle forgea une alliance avec Centurious l'Homme sans âme, qu'elle trahit pour se ranger du côté de Zarathos, l'ennemi de ce dernier. Elle fut finalement bannie dans un autre plan.
Durant le crossover Secret Invasion, on apprit qu'elle avait été emprisonnée sur le plan d'Avalon. Le combat entre les Skrulls et Captain Britain la libéra.

## Pouvoirs
- Lilith est une démone à la force surhumaine quand elle est incarnée physiquement dans la réalité.
- Sa nature et ses connaissances en occulte font d'elle l'une des plus puissantes magiciennes maléfiques connues, capable de conjurer d'autres démons, de donner des facultés paranormales à ses serviteurs, et de se téléporter en un instant.
- Ses 'enfants' peuvent être contactés à tout moment par une simple pensée.

## Lilith Drake, la fille du Comte Dracula
Cette Lilith est la fille de Dracula, elle est apparue principalement dans la série Tomb of Dracula. À l'instar de son père, elle est une vampire, mais ses pouvoirs et ses faiblesses sont différents de ceux des autres vampires. Sa première apparition date de Giant-Size Chillers #1 en 1974.
Lilith est la fille du Comte Dracula et de Zofia, sa première femme. À la mort du père du Comte, Dracula chassa femme et enfant pour pouvoir vivre avec la femme qu'il aimait.
Folle de chagrin, Zofia se suicida et la fillette fut élevée par des gitans. Pendant son adolescence, Arni, le fils de sa mère adoptive Gretchin, fut tué par Dracula. La vieille gitane, souhaitant se venger, maudit Lilith et la transforma en vampire, mais différent de la forme de son père. Elle devrait pourchasser Dracula et le détruire. Si elle était tuée, elle se réincarnerait dans le corps d'une femme détestant le Comte, mais pouvait reprendre sa forme vampirique.

## Pouvoirs
- Bien que vampire, Lilith est insensible à la lumière solaire, et au crucifix.
- Elle a un meilleur contrôle que les autres vampires sur sa soif de sang.
- Lilith peut se transformer en loup, en chauve-souris ou en brume.
- Elle possède un contrôle limité sur le climat et peut commander certains animaux nocturnes, comme les rats.
- Tant que Dracula vit, Lilith est immortelle et renait en se réincarnant dans le corps d'une jeune femme, si jamais elle est tuée.

## Apparition dans d'autres médias
Télévision
- 2020 : Helstrom (série télévisée), interprétée par l'actrice Elizabeth Marvel. Le personnage est "Victoria Helstrom / Kthara / Lilith" dans la série.

Jeux vidéo
- 2007 : Ghost Rider (jeu vidéo), Lilith est un boss dans le jeu. Lilith voix interprétée par Carolyn Hennesy.
- 2011 : Ultimate Marvel vs. Capcom 3, Lilith est l'autre partie du personnage de Morrigan.
- 2022 : Marvel's Midnight Suns, Lilith voix interprétée par Jennifer Hale.